# Neotuerta
Neotuerta es un  género de lepidópteros perteneciente a la familia Noctuidae. Es originario de América.

## Especies
- Neotuerta hemicycla Hampson, 1904
- Neotuerta lycaon Druce, 1897
- Neotuerta platensis Berg, 1882
- Neotuerta sabulosa Felder, 1874